# Kaskistenaukko
Kaskistenaukko är en fjärd i Finland. Den ligger i landskapet Egentliga Finland, i den sydvästra delen av landet, 210 km väster om huvudstaden Helsingfors.
Kaskistenaukko avgränsas av Iso-Kaskinen i väster, Kukainen i norr, Ytter och Meri-Kaskinen i öster samt Tauonkolkka och Routkari i söder. Den ansluter till Kolkanaukko i söder, Korppistenaukko i norr och Ruotsinvesi i öster.